# موزخوار لیوینگستون
موزخوار لیوینگستون (نام علمی: Tauraco livingstonii) نام یک گونه از سرده موزخوارهای اصلی است.